# Eupithecia amiralis
Eupithecia amiralis är en fjärilsart som beskrevs av Edward P. Wiltshire 1986. Eupithecia amiralis ingår i släktet Eupithecia och familjen mätare. Inga underarter finns listade i Catalogue of Life.